# Pyrausta mystica
Pyrausta mystica là một loài bướm đêm trong họ Crambidae.